# Rodica Draghincescu
Rodica Draghincescu (n. 29 noiembrie 1962, Buziaș, județul Timiș) este o poetă, prozatoare, eseistă, și traducătoare, originară din România. Scrie în limbile română și franceză.

## Biografie
A absolvit Facultatea de Litere (franceză-română), la Universitatea de Vest din Timișoara în 1992 cu o lucrare de licență pe tipurile de scriitură din romanul rabelaisian. Imediat după absolvire s-a angajat ca cercetător științific la filiala din Timișoara a Academiei Române. În perioada studenției a participat la cercurile studențești, mai ales la cele de lingvistică, traductologie, critică literară, la sesiunile de comunicări științifice regionale și naționale (științele filologice). Publică în reviste literare din România (Orizont, Luceafărul, Vatra, Familia, Tribuna, Calende, Tomis, Ateneu ș.a.), Franța, Italia, Anglia, Belgia, Spania, Elveția, Austria, Canada, Irak etc. În 1984 a debutat cu poezie în revista Convorbiri literare iar editorial, a debutat în 1993 cu volumul de poezie Aproape cald, publicând mai apoi opt volume de beletristică. Este prezentă în antologii de poezie din țară și din străinătate. Scrie o poezie în care predomină starea de „luciditate existențială” „Rodica Draghincescu se joacă (joc) de-a dedublarea cuvintelor, de-a alternanța, ea riscă acolo cap sau pajură. Poezia este spațiul său cu suflet nomad, ținut bicefal, chiar tricefal sau himeric. Verbul ei se vrea implacabilă constatare, el poartă uneori resturi de înfrângeri, revelații de eșecuri, adesea Rodica Draghincesu exhumează eternele întrebări despre originea ființei, despre semnificația existenței. Există uneori reverberații de sfârșit de timp, un soi de premize apocaliptice unde bate un vânt de nisip cald și de miraje”. Într-un interviu acordat în martie 2018 lui Robert Șerban, Draghincescu afirmă: „...Scriind în franceză, mi-am schimbat tematicile și stilul. Am obținut o lirică nouă, diferită de cea din limba română, cu nuanțe filosofice. Nu m-am debarasat de inventivitatea lirică, nici de tendința subversivă, de revoltă, acestea au rămas la locul lor și bine înrădăcinate. Totuși, sunetele limbii franceze mi-au domesticit și temperat cinismul și cruzimea enunțurilor din limba maternă. Pot afirma că m-am detestat, m-am urât fiindcă atâta amar de vreme am scris doar în franceză, simțeam că pierd din identitatea mea lingvistică, din vitalitate și din originalitate. Singurul avantaj cu scrisul în franceză a fost că franceza este o limbă de circulație internațională, și acest lucru a fost o adevărată trambulină, fiindcă am, iată, mult mai multe cărți traduse din franceză decât cele traduse din română”. A câștigat premii literare în România, Franța și Italia. A tradus din lirica franceză contemporană (Yves Bonnefoy, Michel Butor, Maurice Couquiaud, Bernard Molinié, Anne-Marie Bernad, Noël Bernard, Gérard Blua, Yves Broussard etc), din lirica poloneză (Anna Janko), din lirica belgiană (Carl Norac), din lirica italiană (Corrado Calabró), din lirica luxemburgheză (Tom Reisen) etc. Redactor al revistei germane Matrix, a colaborat cu RFI (secția română), Radio Deutsche Welle din Köln, Radio România Internațional, TVR Internațional etc. În octombrie 2000 pleacă cu o bursă de literatură obținută la Akademie Solitude, Stuttgart și continuă cu o altă bursă, la Casa Scriitorilor din același oraș. După cinci ani petrecuți la Stuttgart, din 2005 s-a stabilit în Franța, la Metz pentru noi studii doctorale (înscrierea la un dublu doctorat francez german). Aici lucrează în departamentul Cultură și educație, dintr-o primărie, ca expert cultural pentru instituții și școli. Iar din 2013 lucrează ca expert cultural pentru Ministerul Educației și Tineretului din Luxemburg. Din 2000, după plecarea în Germania, are un soi de „blocaj psihic” și abandonează scrisul în limba română până în 2018, scrie doar în franceză și germană. Revenirea la poezia în limba maternă are loc cu volumul Fracht, „este o carte a renașterii mele în limba română”, care se deschide sugestiv cu poemul „O întreagă vină și-un întreg caracter (drumul spre nicăieri)” (pp. 5-6) „Dragă națiune română,/ sunt dezertoare și-mi recunosc vina de/ cât și vanitatea de a mă numi draghincescu întruna/ mă aflu încă pe linia 1 de fugă/ nu m-am îndepărtat prea tare/ pot fi regăsită oricând în/ plin relief de lămpi lanterne neoane (...)/ dragă națiune română/ eu m-am luat pe cont propriu/ și nu am abuzat de tine/ fă din mine ce vrei...”. Despre acest volum, poetul Claudiu Komartin (cel care, de altfel, a și ajutat-o să-și depășească blocajele și să revină la limba maternă) afirmă:
„Dacă ar fi fost numai o poetă de explozie, intensitate și tupeu, mai mereu în poziție de atac (să nu uităm „Zâna dracilor”, jurnalul pătimaș și colțos care n-a prea avut parte de atenția pe care o merita, și din cauza unui editor cu practici îndoielnice, și fiindcă, atunci când a apărut la noi, autoarea sa emigrase deja de nouă ani), Rodica Draghincescu ar fi rămas doar o bună poetă a anilor ʻ90. Asumându-și cu fermitate o ipostază «scandaloasă» de extracție post-avangardistă, ce atingea tabu-uri sexuale și prejudecăți de gen pe care le făcea praf cu metodă, Rodica Draghincescu a fost receptată entuziast, odată cu „Fiecare avem sub pat niște fotografii de care ne este rușine” (1995), ca unul dintre cei mai acuți scriitori nouăzeciști. Vitalismul scriiturii, dezinhibarea și ardența din textele ei au impus-o imediat, dar ele sunt dublate de o cultură poetică solidă și de o inteligență care s-a cizelat și s-a nuanțat decisiv la școala franceză. Mai precisă și mai concentrată decât în volumele sale de acum două decenii, R.D. revine val-vârtej în poezia românească, FRAHT fiind nu doar rezultatul unei îndelungate gestații, nu doar un volum pe care îl citești cu sufletul la gură, ci și o lecție trepidantă de reinventare, de reactualizare orgolioasă. Rodica Draghincescu s-a întors — și e într-o formă de zile mari.”—Claudiu Komartin
Și continuă cu volumul de poezie Copilul cu piele de iarnă despre care Livius Ciocârlie afirmă:
„Când te-ai impus în limbi de circulație universală, nu mai stărui și într-una înțeleasă – mai ales în poezie – numai de vorbitorii ei nativi. Că nu acesta era cazul o dovedește faptul că, încheindu-se criza, Rodica Draghincescu, autoare de poezie inconfundabilă și în limba franceză, a revenit la română. A făcut-o scriind, nu mai puțin admirabil, volumul „Fraht” și adăugându-i acum acest nou volum. Pe mine m-a impresionat, cititorul va aprecia. Găsesc că poeta e mereu ea însăși. Că are o voce distinctă în ansamblul poeziei românești.”—Livius Ciocârlie, coperta a patra a volumului de poezie „Copilul Cu Piele De Iarnă”, apărut în 2020 la editura Tracus Arte
A fondat în 2010 webmagazinul multilingv și pluridisciplinar Levure littéraire (nr. 1, septembrie 2010) traducând poeți polonezi, luxemburghezi, belgieni, italieni și francezi.
Rodica Draghincescu este membră a Uniunii Scriitorilor din România, a Casei Scriitorilor din Paris, a Societății Oamenilor de Litere tot din Paris și a Uniunii Scriitorilor Germani DIE KOGGE.

## Volume publicate
- Aproape cald, Poeme. Editura Plumb, Bacău, 1993.
- Fiecare avem sub pat niște fotografii de care ne este rușine, Poeme și pamflete. Editura Marineasa, Timișoara, 1995.
- Distanța dintre un bărbat îmbrăcat și o femeie așa cum E, Roman. Editura Marineasa, Timișoara, 1996.
- Obiect de lux ascuțit pe ambele părți, Poeme. Editura Cartea Românească, București, 1997.
- Ah!, Poeme. Editura Vinea, București, 1998.
- Gâteau de terre, poeme scrise în franceză. Éditions DU Style, București, 1999.
- Craun, Roman. Editura Paralela 45, Pitești, 1999.
- EU-genía, Poeme. Editura Vinea, București, 2000.
- Tangouri pe trambulină, Yes-euri. Editura Paralela 45, Pitești, 2001.
- Zâna dracilor [jurnalul care își omoară cititorii], Editura EST [Samuel Tastet Éditeur], Paris - Bucarest - Jerusalem, 2009. [ISBN 10-973-8346-49-5] [ISBN 13-978-973-8346-49-9]
- FRAHT, Casa de Editură Max Blecher, 2018
- Copilul cu piele de iarnă, poezii. cu un cuvânt înainte de Livius Ciocârlie și coperta de Suzana Fântânariu. Editura Tracus Arte, 2020

## Volume publicate în Franța, Luxemburg și Canada francofonă
- La Poussière du soir, Poèmes. Ediție bibliofilă. Éditions Trames, Rodez, 2001.
- Passages, Poèmes. Ediție bibliofilă. Éditions Trames, Rodez, 2001.
- Peut-être hier, Poèmes. Ediție bibliofilă. Éditions Trames, Rodez, 2001.
- Distance entre un homme habillé et une femme telle qu’elle est. Roman. Traducere din românà în franceză de Florica Courriol. Éditions Autres Temps, Marseille, 2001.
- La Lune n'est pas un simple mouchoir, Poèmes. Éditions L'Harmattan, Paris, 2003.
- Fauve en liberté, Poèmes. Éditions Autres Temps, Marseille & Éditions Les Écrits des Forges, Québec, 2003.
- Entretiens avec Rodica Draghincescu, Interviuri cu personalități ale literaturii europene. Éditions Autres Temps, Marseille, 2004.
- A Vau-l'eau, Roman. Traducere din românà în francezà de Florica Courriol, ArHsens éditions, Paris 2006.
- Sag nie Spiegel wie spiegel!/Ne dis jamais Miroir comme miroir!, poezie în franceză și germană, éditions Poietes, Luxemburg, 2012
- Ra(ts), poezie în limba franceză, éditions Du Petit Pois, Béziers, 2012
- Rienne, poezie în franceză, éditions de l’Amandier, Paris 2015
- L’adversaire de soie et de cendres, poezie, éditions Caractères, Paris 2019

## Volume publicate în Statele Unite ale Americii
- Words, under my Skin, traducere din franceză de Howard Scott, Finishing Line Press, Kentucky 2014
- A Sharp Double-edget Luxury Object, traducere din română de Adam J. Sorkin și Antuza Genescu, Cervena Barva Publishing House, Boston, 2014

## Volume traduse în limba germană
- Streiflicht, Eine Auswahl zeitgenössischer rumänischer Lyrik, ins Deutsche übertragen von Christian W. Schenk, Dionysos Verlag, Kastellaun, 1994, ISBN 3-9803871-1-9
- Phänomenologie des geflügelten Geschlechts, Poeme. Editie bilingvă, germană-română. Traduceri în germană de Edith Konradt, Dieter Schlesak, Hellmut Seiler. Edition Solitude, Stuttgart, 2001.
- Morgen und Abend, Poeme. Traducere din franceză în germană de Rüdiger Fischer. Ithaka Verlag, Stuttgart 2003. Ediția a doua, revizuită: Pop Verlag, Ludwigsburg, 2004.
- Schreiben Leben, Interviuri traduse din franceză în germană de Rüdiger Fischer, Pop Verlag, Ludwigsburg 2005.
- Sag nie wieder, volum de poezie, tradus din franceză de Rüdiger Fischer,  Schiller Verlag, Berlin, 2010
- Du bist ich. Töte mich, volum de poezie tradus din franceză, de Christina Gumz, Gedichte, Klak Verlag, Berlin 2017
- Zâna dracilor/ Die Fee der Teufel, roman tradus din română de Eva Ruth Wemme, Klak Verlag, Berlin 2017

## Premii
- 1986: Premiul revistei Tomis[5]
- 1992: Premiul pentru poezie francofonă al Academiei de Litere și Arte Frumoase „Le Périgord” din Bordeaux.
- 1995: Premiul special al festivalului de poezie „Goccia di Luna”, Pomezia/Roma, Italia.
- 1996: Premiul Uniunii Scriitorilor din România, filiala Dobrogea, pentru debut în proză (romanul Distanța dintre un bărbat îmbrăcat și o femeie așa cum E).
- 1998: Marele premiu „Geo Bogza” al Uniunii Scriitorilor pentru poezie avangardistă
- 1998: Premiul Special al Festivalului internațional de poezie și al Academiei Oamenilor de Știință și Cultură din Oradea în cadrul Salonului Internațional de Carte de la Oradea.
- 2001: Premiul Uniunii Scriitorilor din România, Asociația scriitorilor din București, pentru poezie - volumul de poeme EU-genia.[6]
- 2002: Premiul Ilarie Voronca, Rodez pentru volumul La lune n’est pas un simple mouchoir, poezie în franceză, éditions L”Harmattan, Paris, 2001[10]
- 2016: Premiul Societății Poeților Francezi, Paris pentru volumul de poezie Rienne[10]
- 2021: Premiul APLER Opera Omnia - Cartea de poezie a anului 2020 acordat în cadrul Galei Premiilor APLER - Rodica Draghincescu pentru volumul de poezie Copilul cu piele de iarnă, Editura Tracus Arte, 2020[10]